# 萨米·萨洛
萨米·萨洛（芬蘭語：Sami Salo，1974年9月2日—），芬兰男子冰球运动员。他曾代表芬兰参加2002年、2006年、2010年和2014年冬季奥林匹克运动会冰球比赛，共获得一枚银牌和二枚铜牌。